# Paul Michel (Schachspieler)
Paul (Pablo) Michel (* 27. Dezember 1905 in Alzenau; † 14. September 1977 in La Plata, Argentinien) war ein deutscher Schachspieler.
Bei den deutschen Meisterschaften 1935 in Aachen, die Kurt Richter gewann, und 1938 in Bad Oeynhausen, die Erich Eliskases gewann, kam er jeweils auf einen geteilten zweiten Platz.
Für sein Resultat beim inoffiziellen Mannschaftsturnier Schach-Olympia 1936 in München (9,5 Punkte aus 12 Partien) wurde er mit der Silbermedaille ausgezeichnet. Nachdem sie die deutsche Mannschaft zum Sieg bei der Schacholympiade 1939 in Buenos Aires geführt hatten, kehrten Michel und seine Mannschaftskameraden Erich Eliskases (1913–1997), Ludwig Engels (1905–1967), Albert Becker (1896–1984) und Heinrich Reinhardt (1903–1990) wegen des Kriegsausbruchs nicht mehr nach Europa zurück, sondern begannen ein neues Leben in Südamerika.
Michel erhielt 1956 den Titel eines Internationalen Meisters.
Seine beste historische Elo-Zahl war 2664 im Januar 1946. Nach dieser nachberechneten Wertung lag er im Juli 1945 auf Platz 15 der Weltrangliste.